# Konstytucja Rumunii
Konstytucja Rumunii – podstawowy akt prawny Rumunii. 18 marca 1990 r. uchwalono nowe prawo wyborcze, które było de facto tymczasową konstytucją, gdyż określało formę rządów oraz procedury potrzebne do uchwalenia nowej konstytucji. Podstawą nowych rządów miała być pluralistyczna demokracja z trójstopniowym podziałem władzy: ustawodawcza, wykonawcza, sądownicza. Nowo wybrany parlament miał pracować jako konstytuanta i ciało ustawodawcze. Ordynacja wyborcza do parlamentu miała się opierać na zasadach proporcjonalności.
Wybory parlamentarne jak i prezydenckie odbyły się w jednym czasie (30 V 1990 r.). Frekwencja była wysoka (ponad 85% uprawnionych). Prace nad konstytucją rozpoczęły się w lipcu 1990 roku. Nową konstytucję uchwalono 21 listopada 1991 r. 8 grudnia Rumuni przyjęli ją w referendum.